# Stekene
Stekene is een plaats en gemeente in de Belgische provincie Oost-Vlaanderen, en is gelegen in het Land van Waas. De gemeente telt ruim 19.000 inwoners, die Stekenaars worden genoemd.

## Geschiedenis
Stekene ligt op de vroegere Romeinse weg Oudenburg-Brugge-Antwerpen. Daarnaast duidt de vondst van Romeinse penningen op een vroege bewoning. In 1197 vestigde de benedictijnermonnik Boudewijn van Boekel van de Gentse Sint-Pietersabdij zich in Klein-Sinaai (Stekene) als heremiet. Zijn geloofsgemeenschap groeide in enkele jaren tijd uit en werd in 1204 tot abdij verheven. Deze Abdij van Boudelo werd in 1215 een cisterciënzer abdij. De plaatsnaam Stekene komt het eerst in geschreven documenten voor in de 13de eeuw. Volgens professor Leopold Peeters van de Gemeentelijke Universiteit Amsterdam is het 13de-eeuwse dierdicht Van den vos Reynaerde geschreven door een ‘conversus’ (lekenbroeder) van de Abdij van Boudelo.
In 1315 werd de Stekense vaart aangelegd tussen Gent en Hulst, dit zorgde er voor dat Stekene een bloeiende gemeente werd in het Land van Waas. Dankzij deze waterloop kon de Abdij van Boudelo de omliggende moerassen droogleggen en landbouwgronden creëren. De vaart speelde tevens een belangrijke rol bij het vervoer van turf (uit de veenmoerassen ten oosten van Hulst) en later ook vlas en producten die door de talrijke Stekense tichelbakkerijen in de buurt van het Steengelaag vervaardigd werden. Stekene kreeg hierdoor een ideale toegangsweg om zijn goederen te exporteren, de gemeente stond vooral bekend voor de export van zijn gebakken tichels.

### Nieuwe tijd
Aan het begin van de 16de eeuw waren er 50 steen- en tichelbakkerijen in de regio, deze zijn echter door oorlogen in de eerste helft van de 16de eeuw en het dichtslibben van de waterweg ten onder gegaan.
Ten tijde van het Beleg van Antwerpen liet Alexander Farnese, Hertog van Parma, in 1584 om militair-strategische redenen de Parmavaart aanleggen, waardoor de Stekense Vaart vanaf Kemzeke in verbinding kwam met de Schelde in Kallo. Op die manier konden vanuit Gent zowel soldaten als oorlogsmateriaal via de vaart worden getransporteerd.
In 1774 werd in Stekene een schandpaal geïnstalleerd ter vervanging van het vorige uit hout vervaardigde middeleeuwse exemplaar dat aan het schepenhuis stond. Aan de leeuwenkop boven de schandpaal was vroeger een ijzeren ring en halsband bevestigd waaraan de veroordeelde aan de bespotting van het volk werd blootgesteld.

### 20e eeuw
Tijdens de Tweede Wereldoorlog werd op 11 september 1942 Abdon Heyse benoemd tot VNV-burgemeester.  In mei 1968 kocht de vzw Sint-Maartensfonds, met goedkeuring van Abdon Heyse, in Stekene een privaat terrein aan dat als erepark voor de Vlaamse oostfrontstrijders (Waffen-SS) werd ingericht. In maart 1969 kwam het tot zware rellen tussen leden van Belgicistische verenigingen enerzijds en militanten van VMO en Sint-Maartensfonds anderzijds.
In de tweede helft van de 20ste eeuw werd de spoorwegverbinding stopgezet, en doofden de ovens van de lokale steenbakkerij definitief.

## Bezienswaardigheden
Het ruime dorpsplein wordt beheerst door de monumentale gotische kruiskerk en het neogotisch gemeentehuis. De belangrijkste straat, de Polenlaan, bezit een lintbebouwing met een groot aantal panden uit de 18de en de 19de eeuw.
- Het gemeentehuis, een neogotisch gebouw uit 1882-83 met een beiaard.
- De Heilig Kruiskerk is een gotische kruiskerk. De geschiedenis gaat terug tot de 12de eeuw, maar de belangrijkste werken dateren uit 1548 en 1898.
- Nabij het marktplein staat een oude neogotische gietijzeren waterpomp uit 1873.
- Achter het Oud Station, thans een gemeentelijk ontmoetingscentrum, bevinden zich oude kleiputten, waar men nog steeds een kleibaggeraar kan zien (escavateur in de volksmond). Het Steengelaag is thans een beschermd toegankelijk natuurgebied.
- Schandpaal uit 1774: een schandpaal gemaakt door een steenhouwer uit Sint-Niklaas, genaamd De Lateur. Dit exemplaar verving het vorige middeleeuwse exemplaar uit hout aan het schepenhuis dat omver gevallen was. De huidige schandpaal is een arduinen zuil (in classicistische stijl) met de stijlkenmerken van een Ionische zuil. Deze zuil is geribd met centraal een leeuwenkop en rust op drie achthoekige treden en een voetstuk. Aan deze leeuwenkop was vroeger een ijzeren ring en halsband bevestigd waaraan de veroordeelde aan de bespotting van het volk werd blootgesteld. Bovenop werd een leeuw aangebracht die het wapenschild van Stekene (drie gouden stekelbaarsjes in een blauwe plas) draagt.
- Het Stropersbos en het Fort Sint-Jan van de Staats-Spaanse Linies

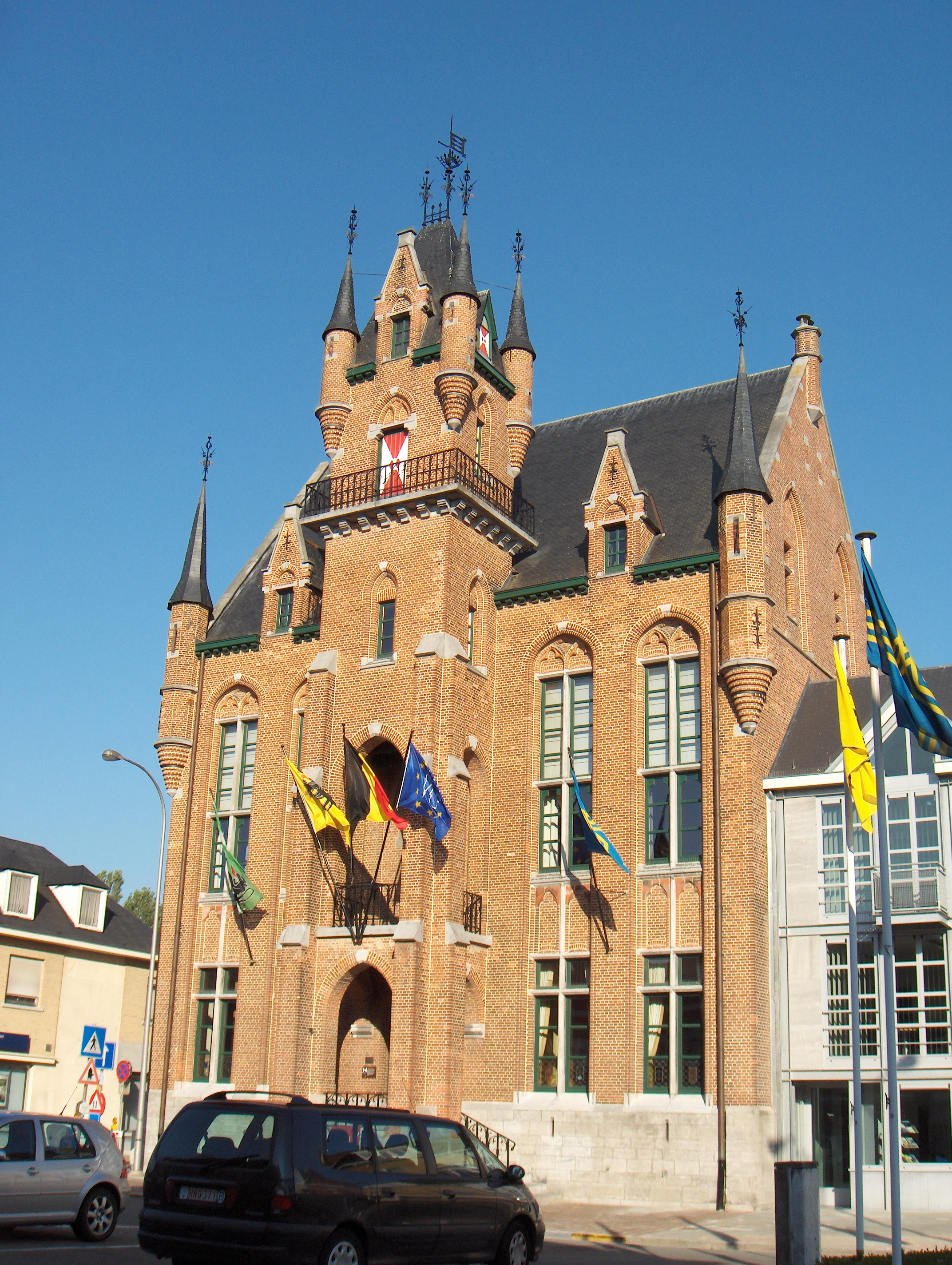
Stekene, neogotisch gemeentehuis
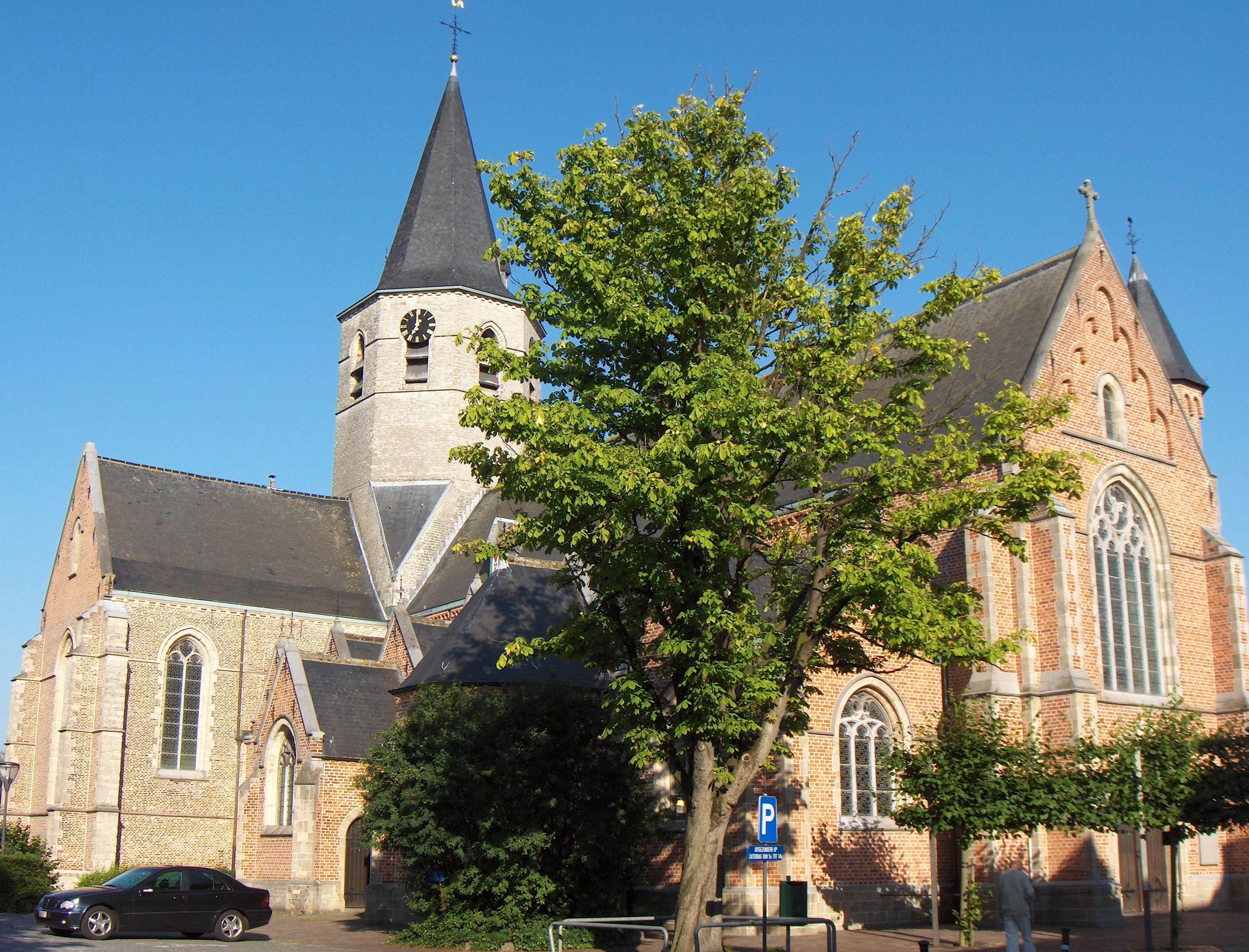
Heilig Kruiskerk, 13de-eeuwse toren en neogotische uitbreidingen
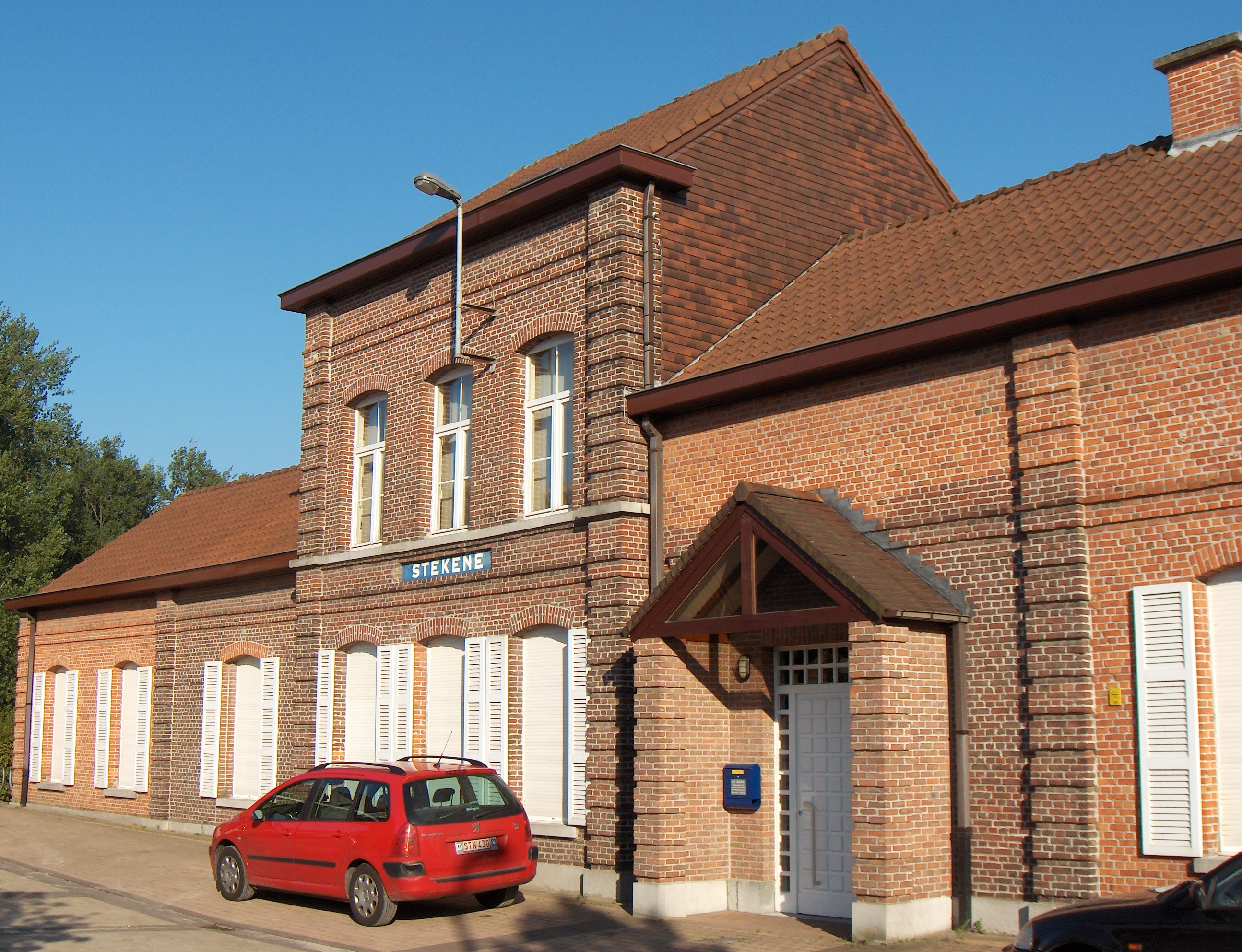
Voormalig station op de spoorlijn Sint-Gillis-Waas - Moerbeke
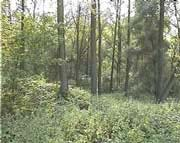
Het Steengelaag, een beschermd natuurmonument in het centrum van de gemeente
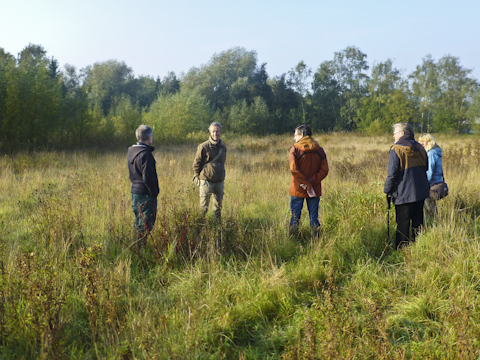
Groene Putte te Stekene
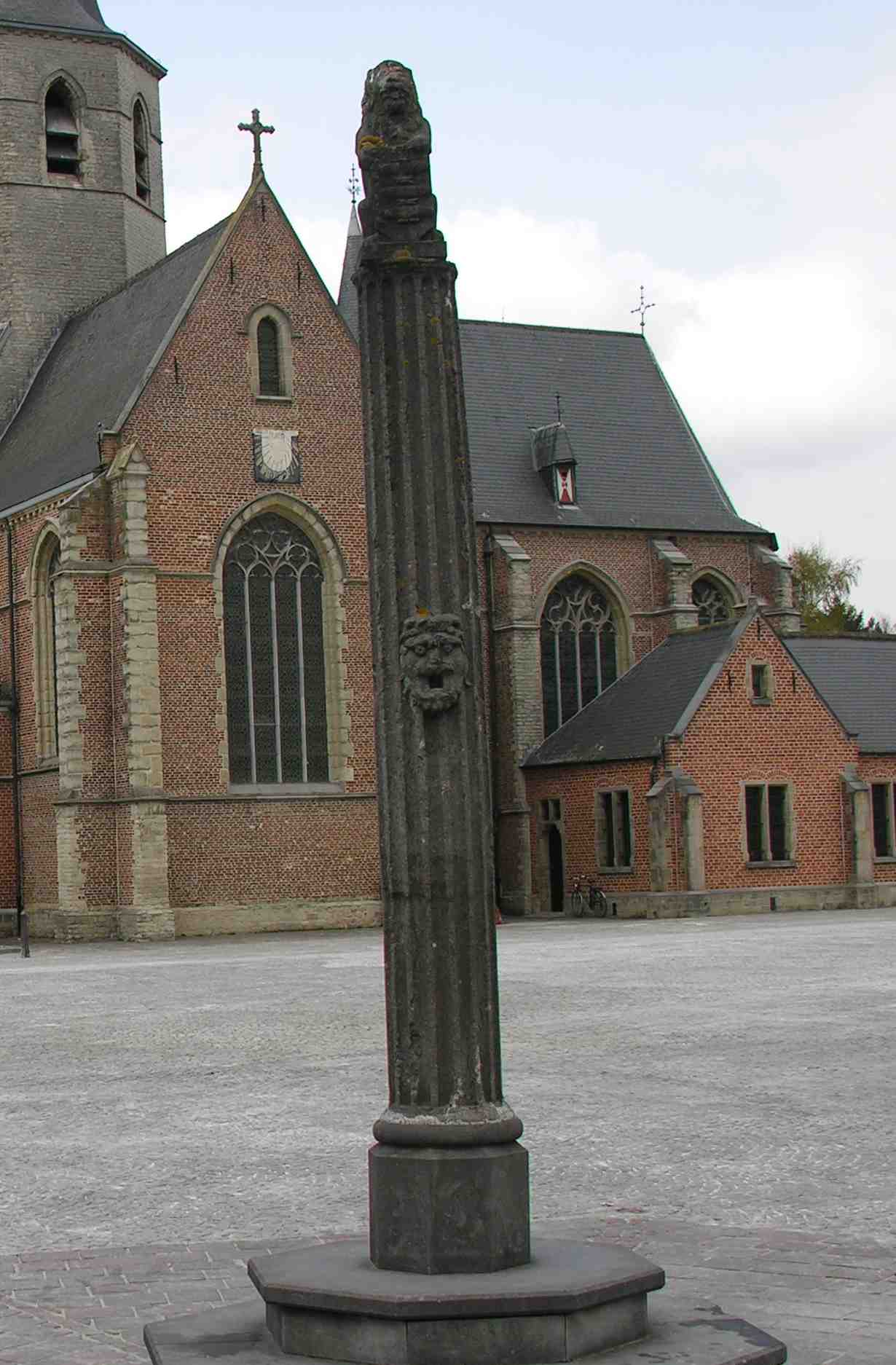
Stekene, schandpaal
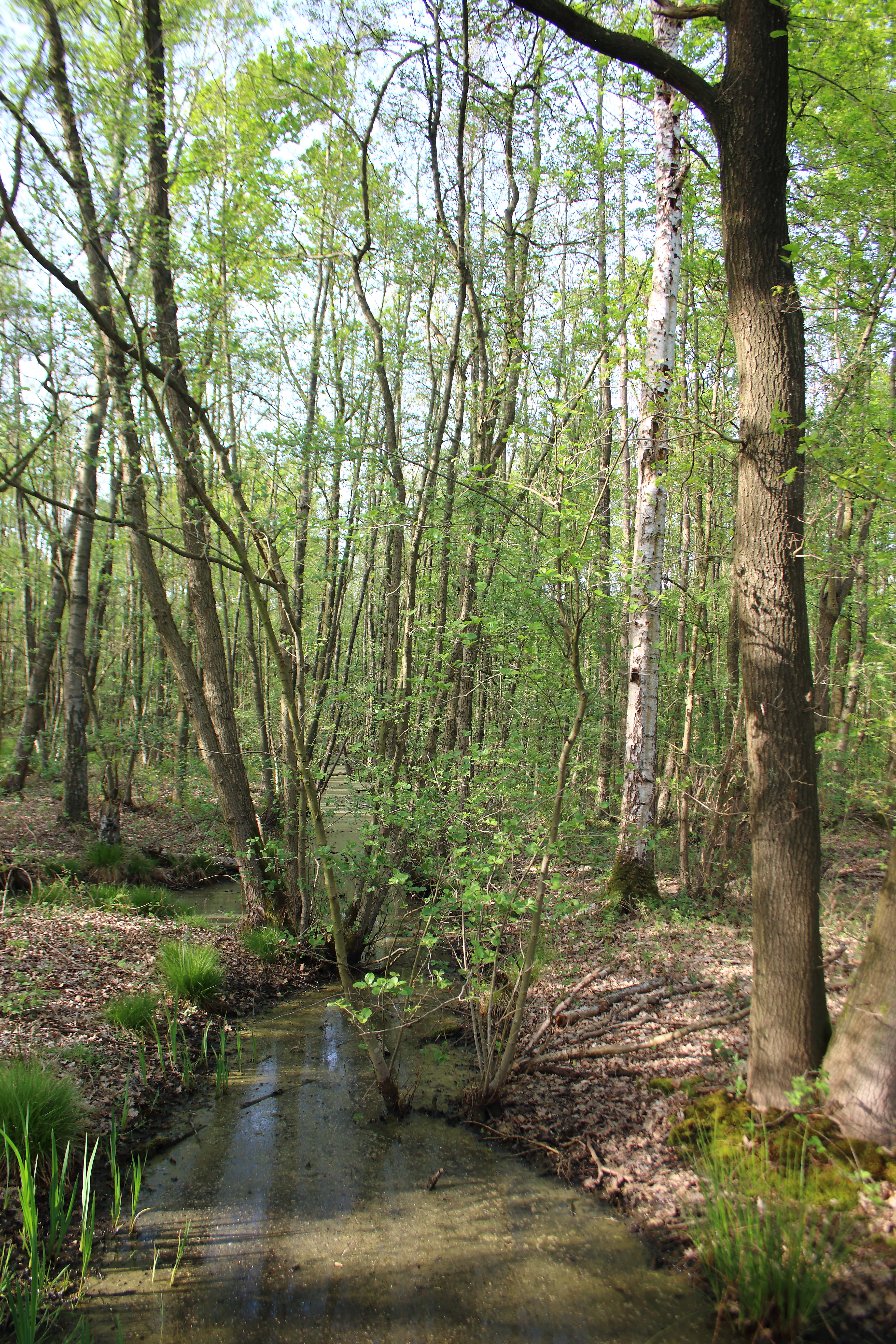
Het Stropersbos
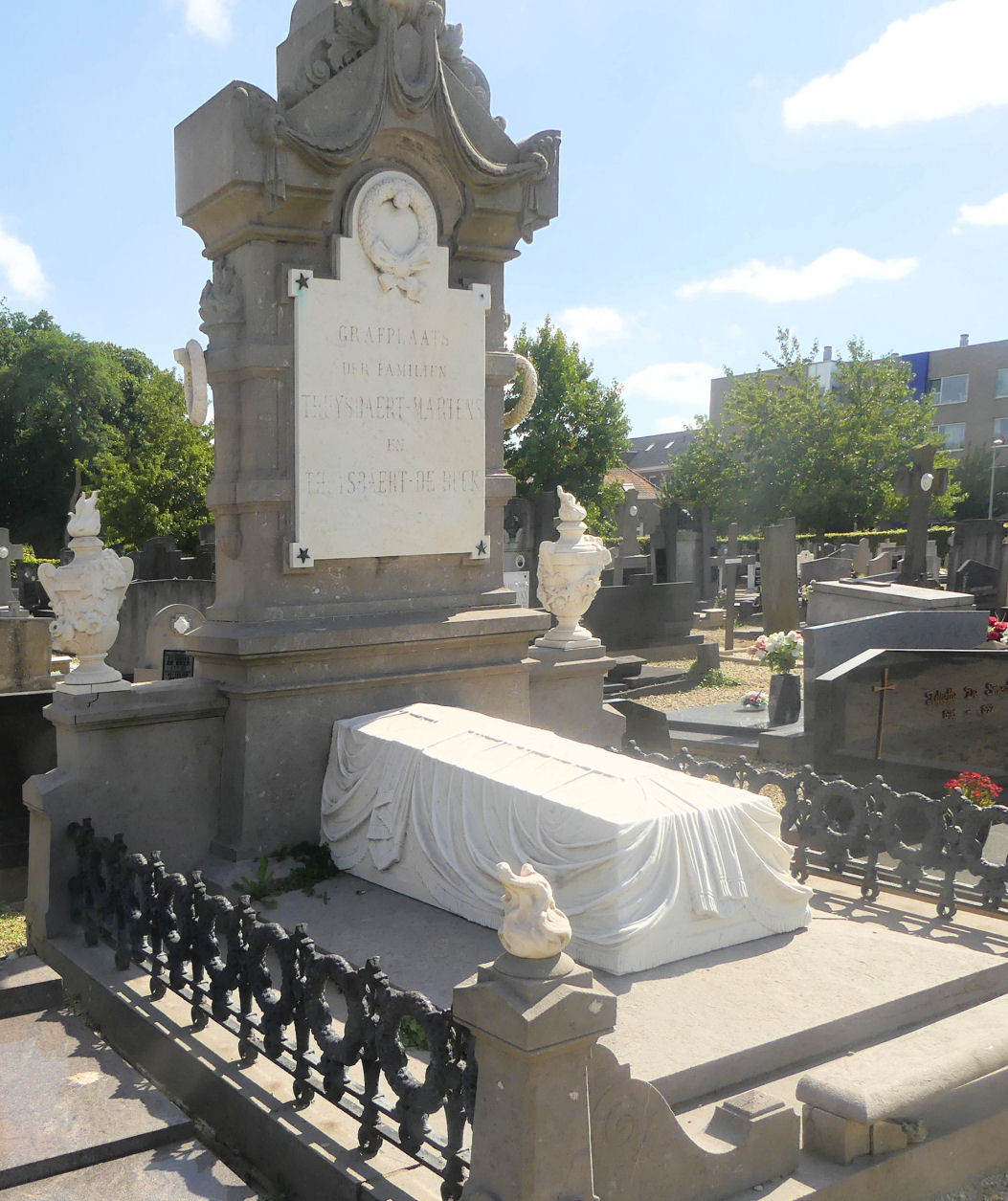
Kerkhof met monumentale zerken
Stekene, in Manesson Mallet: Travaux de Mars ou l'Art de la Guerre, ~ 1696

## Natuur
Stekene ligt in het Waasland en in Zandig Vlaanderen. Het gebied is rijk aan bos. De gemeente ligt pal ten zuiden van de Belgisch-Nederlandse grens en de hoogte bedraagt 5-7 meter, met stuifzandruggen tot 10 meter hoogte.
Stekene heeft meerdere natuurgebieden zoals:
- Het Steengelaag, voormalige kleiputten
- Het Speelhof
- De Groene Putte (aangekocht door Natuurpunt oktober 2015)
- Het Stropersbos

Langs beide oevers van de Stekense Vaart bevindt zich een stiltegebied dat geschikt is voor zachte recreatie. Het oude jaagpad langsheen de vaart werd in 2004 opgewaardeerd tot stiltepad (5 km) en maakt deel uit van het Provinciaal Fietsroutenetwerk. Langs het parcours van dit stiltepad staan panelen met poëzie van Stekense kunstenaars.

## Kernen
De fusiegemeente Stekene bestaat uit twee deelgemeenten: Stekene zelf en Kemzeke. In 1977 werd ook de kern Klein-Sinaai (III) van de voormalige gemeente Sinaai naar Stekene overgebracht. Hierdoor wordt soms gezegd dat de gemeente drie deelgemeenten heeft hoewel formeel Klein-Sinaai geen deelgemeente is daar het nooit zelfstandig geweest is. Op het grondgebied van deelgemeente Stekene liggen nog de kernen Hellestraat (IV) en een klein gedeelte van Koewacht (V).

### Deelgemeenten
|   | Naam         | Opp. (km²) | Inwoners (2020) | Inwoners per km² | NIS-code      |
| - | ------------ | ---------- | --------------- | ---------------- | ------------- |
| 1 | Stekene (I)  | 35,33      | 14.950          | 423              | 46024A/46024C |
| 2 | Kemzeke (II) | 9,94       | 3.736           | 376              | 46024B        |

De gemeente Stekene grenst aan volgende deelgemeenten:
- a. Sint-Gillis-Waas
- b. Sint-Pauwels (Sint-Gillis-Waas)
- c. Sinaai (Sint-Niklaas)
- d. Moerbeke (Lokeren)
- e. De Klinge (Sint-Gillis-Waas)

### Kaart

Kaart van Stekene

## Demografie

### Demografische evolutie voor de fusie
- Bron:NIS - Opm:1831 t/m 1970=volkstellingen op 31 december; 1976= inwonertal per 31 december

### Demografische ontwikkeling van de fusiegemeente
Alle historische gegevens hebben betrekking op de huidige gemeente, inclusief deelgemeenten, zoals ontstaan na de fusie van 1 januari 1977.
- Bronnen:NIS, Opm:1831 tot en met 1981=volkstellingen; 1990 en later= inwonertal op 1 januari

| Inwoners van jaar tot jaar op 1 januari 1992 tot heden | Inwoners van jaar tot jaar op 1 januari 1992 tot heden | Inwoners van jaar tot jaar op 1 januari 1992 tot heden |
| jaar                                                   | Aantal                                                 | Evolutie: 1992=index 100                               |
| ------------------------------------------------------ | ------------------------------------------------------ | ------------------------------------------------------ |
| 1992                                                   | 15.788                                                 | 100,0                                                  |
| 1993                                                   | 15.974                                                 | 101,2                                                  |
| 1994                                                   | 16.317                                                 | 103,4                                                  |
| 1995                                                   | 16.443                                                 | 104,1                                                  |
| 1996                                                   | 16.623                                                 | 105,3                                                  |
| 1997                                                   | 16.719                                                 | 105,9                                                  |
| 1998                                                   | 16.701                                                 | 105,8                                                  |
| 1999                                                   | 16.580                                                 | 105,0                                                  |
| 2000                                                   | 16.532                                                 | 104,7                                                  |
| 2001                                                   | 16.605                                                 | 105,2                                                  |
| 2002                                                   | 16.688                                                 | 105,7                                                  |
| 2003                                                   | 16.791                                                 | 106,4                                                  |
| 2004                                                   | 16.809                                                 | 106,5                                                  |
| 2005                                                   | 16.823                                                 | 106,6                                                  |
| 2006                                                   | 16.856                                                 | 106,8                                                  |
| 2007                                                   | 17.040                                                 | 107,9                                                  |
| 2008                                                   | 17.095                                                 | 108,3                                                  |
| 2009                                                   | 17.294                                                 | 109,5                                                  |
| 2010                                                   | 17.350                                                 | 109,9                                                  |
| 2011                                                   | 17.439                                                 | 110,5                                                  |
| 2012                                                   | 17.487                                                 | 110,8                                                  |
| 2013                                                   | 17.575                                                 | 111,3                                                  |
| 2014                                                   | 17.635                                                 | 111,7                                                  |
| 2015                                                   | 17.782                                                 | 112,6                                                  |
| 2016                                                   | 17.888                                                 | 113,3                                                  |
| 2017                                                   | 18.102                                                 | 114,7                                                  |
| 2018                                                   | 18.352                                                 | 116,2                                                  |
| 2019                                                   | 18.445                                                 | 116,8                                                  |
| 2020                                                   | 18.687                                                 | 118,4                                                  |
| 2021                                                   | 18.863                                                 | 119,5                                                  |
| 2022                                                   | 19.030                                                 | 120,5                                                  |
| 2023                                                   | 19.273                                                 | 122,1                                                  |
| 2024                                                   | 19.589                                                 | 124,1                                                  |
| 2025                                                   | 19.767                                                 | 125,2                                                  |

## Politiek
Volgende partijen zijn actief in Stekene:
- CD&V binnen 9190.nu
- Gemeentebelangen
- Groen binnen 9190.nu
- N-VA i.s.m. Gemeentebelangen
- Open Vld i.s.m. Gemeentebelangen
- Vooruit binnen 9190.nu
- Vlaams Belang

#### 2024 - 2030
Burgemeester is Stany De Rechter van Gemeentebelangen (GeBe). De partij verloor bij de gemeenteraadsverkiezingen van oktober 2024 haar absolute meerderheid en hield nog 12 van de 25 zetels over. Gemeentebelangen vormde een coalitie met 9190.nu, een samenwerking van CD&V, Vooruit, Groen en onafhankelijken, die tezamen over 9 zetels beschikten. Samen vormen ze het gemeentebestuur van Stekene met 21 zetels. Gemeentebelangen kreeg met Kris Van Duyse, Gunter Van Campenhout en Grietje Cortebeek drie schepenen, voor 9190.nu werden Nicole Van Duyse en Carl Ivens schepen.

### Resultaten gemeenteraadsverkiezingen sinds 1976
| Partij               | Partij                                             | 10-10-1976 | 10-10-1976 | 10-10-1982 | 10-10-1982 | 9-10-1988 | 9-10-1988 | 9-10-1994 | 9-10-1994 | 8-10-2000 | 8-10-2000 | 8-10-2006 | 8-10-2006 | 14-10-2012 | 14-10-2012 | 14-10-2018 | 14-10-2018 | 13-10-2024 | 13-10-2024 |
| Stemmen / Zetels     | Stemmen / Zetels                                   | %          | 23         | %          | 23         | %         | 23        | %         | 25        | %         | 25        | %         | 25        | %          | 25         | %          | 25         | %          | 25         |
| -------------------- | -------------------------------------------------- | ---------- | ---------- | ---------- | ---------- | --------- | --------- | --------- | --------- | --------- | --------- | --------- | --------- | ---------- | ---------- | ---------- | ---------- | ---------- | ---------- |
|                      | AGALEV1/ GPS-Stekene2/ sp.a-GPSB/ Groen3/ 9190.nuC | -          |            | 5,291      | 0          | 5,311     | 0         | 5,491     | 0         | 7,41      | 1         | 7,412     | 1         | 16,40B     | 4          | 18,23      | 4          | 36,2C      | 9          |
|                      | SP1/ sp.a2/ sp.a-GPSB/ 9190.nuC                    | 9,621      | 1          | 12,771     | 3          | 14,561    | 3         | 12,271    | 3         | 8,891     | 2         | 8,322     | 2         | 16,40B     | 4          | 5,42       | 0          | 36,2C      | 9          |
|                      | CVP1/ CD&V2/ 9190.nuC                              | 32,831     | 9          | 30,451     | 8          | 30,551    | 9         | 35,011    | 10        | 33,891    | 10        | 27,252    | 8         | 22,002     | 6          | 15,82      | 4          | 36,2C      | 9          |
|                      | PVV1/ VLD2/ GemeentebelangenA                      | 8,351      | 1          | 2,981      | 0          | 8,711     | 1         | 7,572     | 1         | 30,31A    | 9         | 32,65A    | 10        | 43,73A     | 13         | 44,6A      | 13         | 43,4A      | 12         |
|                      | G.E.B./ GemeentebelangenA                          | 32,97      | 9          | 31,2       | 9          | 31,5      | 9         | 29,5      | 9         | 30,31A    | 9         | 32,65A    | 10        | 43,73A     | 13         | 44,6A      | 13         | 43,4A      | 12         |
|                      | Vlaams Blok1/ Vlaams Belang2                       | -          |            | -          |            | -         |           | 9,181     | 2         | 14,461    | 3         | 16,192    | 4         | 10,862     | 2          | 16,12      | 4          | 17,42      | 4          |
|                      | SVP                                                | -          |            | -          |            | 8,42      | 1         | -         |           | -         |           | -         |           | -          |            | -          |            | -          |            |
|                      | OCP                                                | 16,23      | 3          | 14,49      | 3          | -         |           | -         |           | -         |           | -         |           | -          |            | -          |            | -          |            |
|                      | Anderen(*)                                         | -          |            | 2,82       | 0          | 0,96      | 0         | 0,98      | 0         | 5,06      | 0         | 8,16      | 0         | 7,00       | 0          | -          |            | 3,1        | 0          |
| Totaal stemmen       | Totaal stemmen                                     | 8728       | 8728       | 9793       | 9793       | 10594     | 10594     | 11524     | 11524     | 11880     | 11880     | 12428     | 12428     | 12664      | 12664      | 13170      | 13170      |            |            |
| Opkomst %            | Opkomst %                                          |            |            |            |            | 96,86     | 96,86     | 95        | 95        | 94,35     | 94,35     | 95,76     | 95,76     | 93,30      | 93,30      | 93,4       | 93,4       | 60,3       | 60,3       |
| Blanco en ongeldig % | Blanco en ongeldig %                               | 2,94       | 2,94       | 4,73       | 4,73       | 4,47      | 4,47      | 3,99      | 3,99      | 3,82      | 3,82      | 3,95      | 3,95      | 4,72       | 4,72       | 4,3        | 4,3        | 1,2        | 1,2        |

De rode cijfers naast de gegevens duiden aan onder welke naam de partijen bij elke verkiezing opkwamen.

De zetels van de gevormde coalitie staan vetjes afgedrukt. De grootste partij is in kleur.

(*) 1982: VVD (2,82%) / 1988: PVDA (0,96%) / 1994: CDV (0,98%) / 2000: DAG (5,06%) / 2006: DAG (4,11%), V.O.S.-S.V.P. (4,05%) / 2012: Minder Belastingen (3,87%), P.V.S. (3,13%)/ 2024: Veur Groot Stekene (3,1%)
Onderstaande grafiek toont de evolutie van de zetelaantallen binnen de Stekense gemeenteraad.

## Sport
Voetbalclub Avanti Stekene, voorheen VV Straatje Stekene, is aangesloten bij de KBVB. Voetbalclub Stekene Sportief verdween in 2013.

## Bekende inwoners
- Johan Baptista Goethals, timmerman, en Maria Le Barron, ouders van George W. Goethals: ingenieur van de United States Military Academy van West Point en in the United States Army Corps of Engineers, werd hij door president Theodore Roosevelt aangesteld als hoofdingenieur tijdens de constructie van het Panamakanaal
- Frans Van Brussel (1846-1923), landbouwer en politicus
- Victor Leemans (1901-1971), socioloog-filosoof en politicus
- Kris Merckx (1944), politicus en arts

## Nabijgelegen kernen
Koewacht, Hellestraat, Kemzeke, Klein-Sinaai

## Cultuur
Elk jaar wordt op het eerste weekend van september het muziekfestival Crammerock georganiseerd op het gemeentelijk omnisportterrein Groeneputte.